# Astragalus hauarensis
Astragalus hauarensis är en ärtväxtart som beskrevs av Pierre Edmond Boissier. Astragalus hauarensis ingår i släktet vedlar, och familjen ärtväxter. Inga underarter finns listade i Catalogue of Life.